# Angaeus leucomenus
Angaeus leucomenus är en spindelart som först beskrevs av Tord Tamerlan Teodor Thorell 1895.  Angaeus leucomenus ingår i släktet Angaeus och familjen krabbspindlar. Inga underarter finns listade i Catalogue of Life.